# Víctor Ros i Casas
Víctor Ros i Casas (Sant Andreu de Llavaneres, 14 de gener de 1956) és un polític català, diputat al Parlament de Catalunya en la IV Legislatura.

## Biografia
És responsable d'una empresa familiar des del 1974. Militant del Partit Popular, fou elegit alcalde de Sant Andreu de Llavaneres el 1987-1991 mercè un pacte entre el PP i CiU. Fou elegit diputat a les eleccions al Parlament de Catalunya de 1992. Ha estat membre de la Comissió d'Investigació del Parlament sobre el Cas de la Urbanització La Riera, de Sant Pere de Torelló.
A les eleccions municipals espanyoles de 2003 fou novament alcalde de Sant Andreu de Llavaneres. Durant aquest període fou acusat de requalificar terrenys per a beneficiar una de les empreses de Luis Andrés García Sáez, exdiputat del PSC empresonat en l'operació Niesma, investigada eel jutge Baltasar Garzón. El desembre de 2009 fou imputat pel jutge per associació il·lícita, frau i exaccions il·legals, raó per la qual demanà la baixa de militància del PP.